# Coleophora inflatae
Coleophora inflatae é uma espécie de mariposa do gênero Coleophora pertencente à família Coleophoridae.